# 大學路 (首爾特別市)
大學路（：／ Daehangno */?）是位於韓國首爾特別市鐘路區的一條文化街。

## 简介
大學路全長約1.6公里。附近有首爾大學醫學院和在首爾大學舊址上建立的韓國放送通信大學。

## 外部連結
- 大学路 : 首尔文化观光网（中文简体）
- 韩国首尔市官方旅游网页 - 首尔 大学路（中文）